# Urszula Soszka
Urszula Soszka (ur. 6 stycznia 1952 w Otwocku) – polska lekkoatletka, sprinterka, medalistka Uniwersjady (1975), mistrzyni Europy juniorek (1970), medalistka mistrzostw Polski, reprezentantka kraju.

## Kariera sportowa
Była zawodniczką OKS Otwock.
Największe sukcesy w karierze odniosła jako juniorka. W 1968 wystąpiła na Europejskich Igrzyskach Juniorów, zdobywając brązowy medal w sztafecie 4 x 100 m (z Krystyną Mandecką, Danutą Kopą i Elżbietą Nowak), Na tych samych zawodach była także siódma w finale biegu na 100 metrów, z czasem 12,2. Na mistrzostwach Europy juniorek w 1970 zdobyła złoty medal w sztafecie 4 x 100 metrów (z Elżbietą Nowak, Aniela Szubert i Heleną Kerner), ponadto awansowała do finału biegu na 200 metrów (z czasem 24,6), w którym jednak nie wystąpiła, a w biegu na 100 metrów odpadła w półfinale, z czasem 12,2. Reprezentowała także Polskę w finale A Pucharu Europy w lekkoatletyce w 1970, zajmując w sztafecie 4 x 100 metrów 2. miejsce w półfinale, z czasem 45,1 i 5. miejsce w finale, z czasem 45,2.
Na mistrzostwach Polski seniorek na otwartym stadionie zdobyła dwa medale w 1970 - srebrny w biegu na 200 metrów i brązowy w biegu na 100 metrów.
Rekordy życiowe:
- 100 m: 11,6 (28.08.1971)
- 200 m: 23,9 (03.06.1972)